# Tsjecho-Slowakije op de Olympische Winterspelen 1968
Tijdens de Olympische Winterspelen van 1968, die in Grenoble (Frankrijk) werden gehouden, nam Tsjecho-Slowakije voor de tiende keer deel.

## Medailleoverzicht
| Sport          | Olympiër       | Discipline         | Medaille |
| -------------- | -------------- | ------------------ | -------- |
| Schansspringen | Jiří Raška     | normale schans (m) | Goud     |
| Schansspringen | Jiří Raška     | grote schans (m)   | Zilver   |
| IJshockey      | Olympisch team | mannen             | Zilver   |
| Kunstrijden    | Hana Mašková   | vrouwen            | Brons    |

## Deelnemers en resultaten

### Alpineskiën
| Olympiër       | Discipline       | Resultaat | Prestatie             |
| -------------- | ---------------- | --------- | --------------------- |
| Jaroslav Janda | afdaling (m)     | 36e       | 2.07,71 (+7,86)       |
| Jaroslav Janda | reuzenslalom (m) | 34e       | 3.44,27 (+14,99)      |
| Jaroslav Janda | slalom (m)       | dq-2      | diskwalificatie run 2 |
| Milan Pažout   | afdaling (m)     | 35e       | 2.07,45 (+7,60)       |
| Milan Pažout   | reuzenslalom (m) | 27e       | 3.40,32 (+11,04)      |
| Milan Pažout   | slalom (m)       | dq-2      | diskwalificatie run 2 |
|                |                  |           |                       |
| Anna Mohrová   | afdaling (v)     | 33e       | 1.50,22 (+9,35)       |
| Anna Mohrová   | reuzenslalom (v) | dq        | diskwalificatie       |
| Anna Mohrová   | slalom (v)       | 18e       | 1.35,96 (+10,10)      |

### Biatlon
| Olympiër       | Discipline | Resultaat | Prestatie                     |
| -------------- | ---------- | --------- | ----------------------------- |
| Pavel Ploc     | 20 km (m)  | 15e       | 1:23.05,0 (+9.19,1) pen.: 5   |
| Ladislav Žižka | 20 km (m)  | 55e       | 1:35.45,3 (+21.59,4) pen.: 14 |

### Kunstrijden
| Olympiër                         | Discipline | Resultaat | Prestatie                |
| -------------------------------- | ---------- | --------- | ------------------------ |
| Ondrej Nepela                    | mannen     | 8e        | pc. 70,0; 1772,8 punten  |
| Marian Filc                      | mannen     | 10e       | pc. 97,0; 1734,2 punten  |
| Hana Mašková                     | vrouwen    | Brons     | pc. 31,0; 1828,8 punten  |
| Marie Víchová                    | vrouwen    | 21e       | pc. 187,0; 1580,4 punten |
| Bohunka Šrámková Jan Šrámek      | paarrijden | 10e       | pc. 91,5; 285,8 punten   |
| Liana Drahová Peter Bartosiewicz | paarrijden | 12e       | pc. 116,0; 276,8 punten  |

### Langlaufen
| Olympiër                                          | Discipline            | Resultaat | Prestatie                                                    |
| ------------------------------------------------- | --------------------- | --------- | ------------------------------------------------------------ |
| Ján Fajstavr                                      | 15 km (m)             | 23e       | 50.46,5 (+2.52,3)                                            |
| Ján Fajstavr                                      | 30 km (m)             | 22e       | 1:40.05,1 (+4.25,9)                                          |
| Ján Fajstavr                                      | 50 km (m)             | 28e       | 2:39.25,3 (+10.39,5)                                         |
| Vít Fousek                                        | 30 km (m)             | dnf       | opgave                                                       |
| Vít Fousek                                        | 50 km (m)             | 39e       | 2:45.09,8 (+16.24,0)                                         |
| Václav Peřina                                     | 15 km (m)             | 27e       | 51.06,6 (+3.12,4)                                            |
| Václav Peřina                                     | 30 km (m)             | 24e       | 1:40.58,0 (+5.18,8)                                          |
| Václav Peřina                                     | 50 km (m)             | dnf       | opgave                                                       |
| Karel Štefl                                       | 15 km (m)             | 14e       | 50.15,4 (+2.21,2)                                            |
| Karel Štefl                                       | 30 km (m)             | 18e       | 1:39.25,7 (+3.46,5)                                          |
| Ján Fajstavr Vít Fousek Václav Peřina Karel Štefl | 4x10 km estafette (m) | 9e        | 2:19.51,3 (+11.17,8) (34.23,4 / 36.01,0 / 35.12,0 / 34.14,9) |

### Noordse combinatie
| Olympiër      | Discipline | Resultaat | Prestatie                                     |
| ------------- | ---------- | --------- | --------------------------------------------- |
| Tomáš Kučera  | mannen     | 4e        | 434,14 punten schans: 217,4 p 15 km: 216,74 p |
| Ladislav Rygl | mannen     | 16e       | 407,28 punten schans: 200,4 p 15 km: 206,88 p |

### Rodelen
| Olympiër                   | Discipline | Resultaat | Prestatie                               |
| -------------------------- | ---------- | --------- | --------------------------------------- |
| Jan Hamřík                 | mannen     | 15e       | 2.56,06 (+3,58)                         |
| František Halíř            | mannen     | 20e       | 2.57,10 (+4,62)                         |
| Horst Urban                | mannen     | 24e       | 2.58,38 (+5,90)                         |
| Roland Urban               | mannen     | 27e       | 2.59,03 (+6,55)                         |
| Dana Beldová               | vrouwen    | 6e        | 2.30,35 (+1,69) (49,22 / 50,36 / 50,77) |
| Olina Hatlová              | vrouwen    | 11e       | 2.31,65 (+2,99)                         |
| Horst Urban Roland Urban   | dubbel     | 12e       | 1.40,48 (+4,63)                         |
| Jan Hamřík František Halíř | dubbel     | 14e       | 1.42,70 (+6,85)                         |

### Schansspringen
| Olympiër         | Discipline         | Resultaat | Prestatie                  |
| ---------------- | ------------------ | --------- | -------------------------- |
| Ladislav Divila  | normale schans (m) | 9e        | 207,3 punten (76,5+73,0m)  |
| Rudolf Höhnl     | grote schans (m)   | 12e       | 202,8 punten (98,5+91,5m)  |
| Zbyněk Hubač     | normale schans (m) | 19e       | 203,6 punten (74,0+73,5m)  |
| Zbyněk Hubač     | grote schans (m)   | 25e       | 188,6 punten (95,0+87,0m)  |
| Jiří Raška       | normale schans (m) | Goud      | 216,5 punten (79,0+72,5m)  |
| Jiří Raška       | grote schans (m)   | Zilver    | 229,4 punten (101,0+98,0m) |
| František Rydval | normale schans (m) | 12e       | 206,8 punten (76,0+73,5m)  |
| František Rydval | grote schans (m)   | 27e       | 184,8 punten (92,0+88,0m)  |

### IJshockey
| Olympiër | Discipline | Resultaat | Prestatie |
| --- | ---------- | --------- | --- |
| Vladimír Dzurilla Vladimír Nadrchal Oldřich Machač Josef Horešovský Jan Suchý Karel Masopust František Ševčík Jan Havel Petr Hejma Jan Hrbatý Jiří Kochta Jiří Holík Josef Černý Václav Nedomanský Jozef Golonka Jaroslav Jiřík Jan Klapáč František Pospíšil | mannen     | Zilver    | A-groep (1e-8e plaats): 5 - 1 Tsjecho-Slowakije - Verenigde Staten 5 - 1 Tsjecho-Slowakije - Bondsrepubliek Duitsland 4 - 3 Tsjecho-Slowakije - Finland 10 - 3 Tsjecho-Slowakije - DDR 2 - 3 Tsjecho-Slowakije - Canada 5 - 4 Tsjecho-Slowakije - Sovjet-Unie 2 - 2 Tsjecho-Slowakije - Zweden |

Argentinië · Australië · Bondsrepubliek Duitsland · Bulgarije · Canada · Chili · Denemarken · Duitse Democratische Republiek · Finland · Frankrijk · Griekenland · Groot-Brittannië · Hongarije · IJsland · India · Iran · Italië · Japan · Joegoslavië · Libanon · Liechtenstein · Marokko · Mongolië · Nederland · Nieuw-Zeeland · Noorwegen · Oostenrijk · Polen · Roemenië · Sovjet-Unie · Spanje · Tsjecho-Slowakije · Turkije · Verenigde Staten · Zuid-Korea · Zweden · Zwitserland